# Turnaj mistryň
Turnaj mistryň, oficiálně WTA Finals, je každoročně pořádaný tenisový turnaj na konci sezóny pro nejlépe umístěné singlistky a deblové páry na žebříčku WTA Race. Po grandslamových turnajích představuje pátou nejdůležitější událost ženského tenisu. Do roku 2013 byl hrán pod názvem WTA Tour Championships. Událost je považována za neoficiální mistrovství světa. V letech 2024–2026 připadlo pořadatelství Rijádu, v němž se dějištěm stala Krytá aréna Univerzity krále Saúda. Jedná se o první tenisový turnaj na ženském profesionálním okruhu v Saúdské Arábii.
V letech 2014–2015 na Turnaji mistryň probíhaly dvě doprovodné exhibiční akce, soutěž vycházejících hvězd – WTA Rising Stars Invitational pro čtyři hráčky do 23 let, a soutěž legend – WTA Legends Classic pro čtyři páry. Vítězce dvouhry od roku 2014 náleží pohár Billie Jean Kingové a deblovým šampionkám pak pohár Martiny Navrátilové.
WTA Finals se konal poprvé roku 1972 v Boca Raton na Floridě. Následně se hrál v New Yorku, Mnichově, Los Angeles, Madridu, Dauhá a Istanbulu. V letech 2014–2018 probíhal v asijském městském státě Singapuru na krytém dvorci Singapore Indoor Stadium. V lednu 2018 získal pořadatelství na období 2019–2028 čínský Šen-čen, s dohodou výstavby nového stadionu pro 12 tisíc diváků. Dotace turnaje se pro rok 2019 zdvojnásobila na 14 milionů dolarů. V důsledku pandemie covidu-19 byl turnaj v sezóně 2020 zrušen  a v roce 2021 přesunut do náhradního dějiště, guadalajarského Panamerického tenisového centra. Do Číny se podle plánu jíž nevrátil. V roce 2022 proběhl v texaském Fort Worth a dějištěm ročníku 2023 se stal mexický Cancún.
V letech 1984 až 1998 se zápasy hrály na tři vítězné sety. Šlo o jediný případ v otevřené éře tenisu, kdy se ženský tenis řídil mužskými pravidly. Nejúspěšnější tenistkou turnaje je Martina Navrátilová s osmi singlovými a dvanácti deblovými tituly. Do dvouhry nastupuje osm nejvýše postavených žen na žebříčku WTA Race. Čtyřhry se v letech 2003–2013 účastnily čtyři nejlepší páry žebříčku Race Rankings. Od sezóny 2014 se jejich počet opět zvýšil na osm. 
Mužským protějškem závěrečné události sezóny je Turnaj mistrů – ATP Finals. Druhým závěrečným turnajem ženské sezóny byl do roku 2023 WTA Elite Trophy.

## Vývoj názvu turnaje
| Období    | titulární partner                  | název                                                   |
| --------- | ---------------------------------- | ------------------------------------------------------- |
| 1972–1978 | Virginia Slims                     | Virginia Slims Championships                            |
| 1979–1982 | Avon                               | Avon Championships                                      |
| 1983–1994 | Virginia Slims                     | Virginia Slims Championships                            |
| 1995      | žádný                              | WTA Tour Championships                                  |
| 1996–2000 | Chase                              | Chase Championships                                     |
| 2001      | Sanex                              | Sanex Championships                                     |
| 2002      | The Home Depot                     | Home Depot Championships                                |
| 2003      | Bank of America                    | Bank of America WTA Tour Championships                  |
| 2004      | žádný                              | WTA Tour Championships                                  |
| 2005–2010 | Sony Ericsson                      | Sony Ericsson Championships                             |
| 2011–2013 | BNP Paribas a Türk Ekonomi Bankası | TEB–BNP Paribas Istanbul Cup                            |
| 2014–2018 | BNP Paribas a SCglobal             | BNP Paribas WTA Finals Singapore presented by SC Global |
| 2019      | Shiseido                           | Shiseido WTA Finals Shenzhen                            |
| 2021      | Akron                              | Akron WTA Finals Guadalajara                            |
| 2022–2023 | Hologic                            | WTA Finals Fort Worth                                   |
| 2022–2023 | Hologic                            | GNP Seguros WTA Finals Cancun                           |
| 2024–2026 | PIF (Public Investment Fund)       | WTA Finals Riyadh presented by PIF                      |

## Dějiště konání
| Období    | město                      | dějiště konání                                  | povrch    | kapacita |
| --------- | -------------------------- | ----------------------------------------------- | --------- | -------- |
| 1972–1973 | Boca Raton, Spojené státy  |                                                 | antuka    |          |
| 1974–1976 | Los Angeles, Spojené státy |                                                 | koberec   |          |
| 1977      | New York, Spojené státy    | Madison Square Garden                           | koberec   | 18 000   |
| 1978      | Oakland, Spojené státy     | Oakland Arena                                   | koberec   |          |
| 1979–2000 | New York, Spojené státy    | Madison Square Garden                           | koberec   | 18 000   |
| 2001      | Mnichov, Německo           | Olympiahalle                                    | tvrdý (h) | 12 000   |
| 2002–2005 | Los Angeles, Spojené státy | Staples Center                                  | tvrdý (h) | 17 000   |
| 2006–2007 | Madrid, Španělsko          | Madrid Arena                                    | tvrdý (h) | 10 500   |
| 2008–2010 | Dauhá, Katar               | Khalifa International Tennis and Squash Complex | tvrdý     | 6 911    |
| 2011–2013 | Istanbul, Turecko          | Sinan Erdem Dome                                | tvrdý (h) | 16 410   |
| 2014–2018 | Singapur                   | Singapore Indoor Stadium                        | tvrdý (h) | 10 000   |
| 2019      | Šen-čen, Čína              | Shenzhen Bay Sports Center                      | tvrdý (h) | 12 000   |
| 2021      | Guadalajara, Mexiko        | Panamerické tenisové centrum                    | tvrdý     | 7 300    |
| 2022      | Fort Worth, Spojené státy  | Dickies Arena                                   | tvrdý (h) | 14 000   |
| 2023      | Cancún, Mexiko             | Estadio Paradisus                               | tvrdý     | 4 300    |
| 2024–2026 | Rijád, Saúdská Arábie      | Krytá aréna Univerzity krále Saúda              | tvrdý (h) | 4–5 000  |

## Přehled finále

### Dvouhra
| Rok     | místo konání | vítězka                        | finalistka                     | výsledek                       |
| ------- | ------------ | ------------------------------ | ------------------------------ | ------------------------------ |
| 1972    | Boca Raton   | Chris Evertová                 | Kerry Reidová                  | 7–5, 6–4                       |
| 1973    | Boca Raton   | Chris Evertová (2)             | Nancy Richeyová                | 6–3, 6–3                       |
| 1974    | Los Angeles  | Evonne Goolagongová            | Chris Evertová                 | 6–3, 6–4                       |
| 1975    | Los Angeles  | Chris Evertová (3)             | Martina Navrátilová            | 6–4, 6–2                       |
| 1976    | Los Angeles  | Evonne Goolagongová (2)        | Chris Evertová                 | 6–3, 5–7, 6–3                  |
| 1977    | New York     | Chris Evertová (4)             | Sue Barkerová                  | 2–6, 6–1, 6–1                  |
| 1978    | Oakland      | Martina Navrátilová            | Evonne Goolagongová            | 7–6(7–0), 6–4                  |
| 1979    | New York     | Martina Navrátilová (2)        | Tracy Austinová                | 6–3, 3–6, 6–2                  |
| 1980    | New York     | Tracy Austinová                | Martina Navrátilová            | 6–2, 2–6, 6–2                  |
| 1981    | New York     | Martina Navrátilová (3)        | Andrea Jaegerová               | 6–3, 7–6(7–3)                  |
| 1982    | New York     | Sylvia Haniková                | Martina Navrátilová            | 1–6, 6–3, 6–4                  |
| 1983    | New York     | Martina Navrátilová (4)        | Chris Evertová                 | 6–2, 6–0                       |
| 1984    | New York     | Martina Navrátilová (5)        | Chris Evertová                 | 6–3, 7–5, 6–1                  |
| 1985    | New York     | Martina Navrátilová (6)        | Helena Suková                  | 6–3, 7–5, 6–4                  |
| 1986(1) | New York     | Martina Navrátilová (7)        | Hana Mandlíková                | 6–2, 6–0, 3–6, 6–1             |
| 1986(2) | New York     | Martina Navrátilová (8)        | Steffi Grafová                 | 7–6(8–6), 6–3, 6–2             |
| 1987    | New York     | Steffi Grafová                 | Gabriela Sabatini              | 4–6, 6–4, 6–0, 6–4             |
| 1988    | New York     | Gabriela Sabatini              | Pam Shriverová                 | 7–5, 6–2, 6–2                  |
| 1989    | New York     | Steffi Grafová (2)             | Martina Navrátilová            | 6–4, 7–5, 2–6, 6–2             |
| 1990    | New York     | Monika Selešová                | Gabriela Sabatini              | 6–4, 5–7, 3–6, 6–4, 6–2        |
| 1991    | New York     | Monika Selešová (2)            | Martina Navrátilová            | 6–4, 3–6, 7–5, 6–0             |
| 1992    | New York     | Monika Selešová (3)            | Martina Navrátilová            | 7–5, 6–3, 6–1                  |
| 1993    | New York     | Steffi Grafová (3)             | Arantxa Sánchez Vicariová      | 6–1, 6–4, 3–6, 6–1             |
| 1994    | New York     | Gabriela Sabatini (2)          | Lindsay Davenportová           | 6–3, 6–2, 6–4                  |
| 1995    | New York     | Steffi Grafová (4)             | Anke Huberová                  | 6–1, 2–6, 6–1, 4–6, 6–3        |
| 1996    | New York     | Steffi Grafová (5)             | Martina Hingisová              | 6–3, 4–6, 6–0, 4–6, 6–0        |
| 1997    | New York     | Jana Novotná                   | Mary Pierceová                 | 7–6(7–4), 6–2, 6–3             |
| 1998    | New York     | Martina Hingisová              | Lindsay Davenportová           | 7–5, 6–4, 4–6, 6–2             |
| 1999    | New York     | Lindsay Davenportová           | Martina Hingisová              | 6–4, 6–2                       |
| 2000    | New York     | Martina Hingisová (2)          | Monika Selešová                | 6–7(5–7), 6–4, 6–4             |
| 2001    | Mnichov      | Serena Williamsová             | Lindsay Davenportová           | bez boje                       |
| 2002    | Los Angeles  | Kim Clijstersová               | Serena Williamsová             | 7–5, 6–3                       |
| 2003    | Los Angeles  | Kim Clijstersová (2)           | Amélie Mauresmová              | 6–2, 6–0                       |
| 2004    | Los Angeles  | Maria Šarapovová               | Serena Williamsová             | 4–6, 6–2, 6–4                  |
| 2005    | Los Angeles  | Amélie Mauresmová              | Mary Pierceová                 | 5–7, 7–6(7–3), 6–4             |
| 2006    | Madrid       | Justine Heninová               | Amélie Mauresmová              | 6–4, 6–3                       |
| 2007    | Madrid       | Justine Heninová (2)           | Maria Šarapovová               | 5–7, 7–5, 6–3                  |
| 2008    | Dauhá        | Venus Williamsová              | Věra Zvonarevová               | 6–7(7–5), 6–0, 6–2             |
| 2009    | Dauhá        | Serena Williamsová (2)         | Venus Williamsová              | 6–2, 7–6(7–4)                  |
| 2010    | Dauhá        | Kim Clijstersová (3)           | Caroline Wozniacká             | 6–3, 5–7, 6–3                  |
| 2011    | Istanbul     | Petra Kvitová                  | Viktoria Azarenková            | 7–5, 4–6, 6–3                  |
| 2012    | Istanbul     | Serena Williamsová (3)         | Maria Šarapovová               | 6–4, 6–3                       |
| 2013    | Istanbul     | Serena Williamsová (4)         | Li Na                          | 2–6, 6–3, 6–0                  |
| 2014    | Singapur     | Serena Williamsová (5)         | Simona Halepová                | 6–3, 6–0                       |
| 2015    | Singapur     | Agnieszka Radwańská            | Petra Kvitová                  | 6–2, 4–6, 6–3                  |
| 2016    | Singapur     | Dominika Cibulková             | Angelique Kerberová            | 6–3, 6–4                       |
| 2017    | Singapur     | Caroline Wozniacká             | Venus Williamsová              | 6–4, 6–4                       |
| 2018    | Singapur     | Elina Svitolinová              | Sloane Stephensová             | 3–6, 6–2, 6–2                  |
| 2019    | Šen-čen      | Ashleigh Bartyová              | Elina Svitolinová              | 6–4, 6–3                       |
| 2020    |              | zrušeno pro pandemii covidu-19 | zrušeno pro pandemii covidu-19 | zrušeno pro pandemii covidu-19 |
| 2021    | Guadalajara  | Garbiñe Muguruzaová            | Anett Kontaveitová             | 6–3, 7–5                       |
| 2022    | Fort Worth   | Caroline Garciaová             | Aryna Sabalenková              | 7–6(7–4), 6–4                  |
| 2023    | Cancún       | Iga Świąteková                 | Jessica Pegulaová              | 6–1, 6–0                       |
| 2024    | Rijád        | Coco Gauffová                  | Čeng Čchin-wen                 | 3–6, 6–4, 7–6(7–2)             |

### Čtyřhra
| Rok       | místo konání        | vítězka                                                | finalistka                                  | výsledek                       |
| --------- | ------------------- | ------------------------------------------------------ | ------------------------------------------- | ------------------------------ |
| 1972      | čtyřhra se nekonala | čtyřhra se nekonala                                    | čtyřhra se nekonala                         | čtyřhra se nekonala            |
| 1973      | Boca Raton          | Rosemary Casalsová Margaret Courtová                   | Françoise Dürrová Betty Stöveová            | 6–2, 6–4                       |
| 1974      | Los Angeles         | Rosemary Casalsová Billie Jean Kingová                 | Françoise Dürrová Betty Stöveová            | 6–1, 6–7(2–7), 7–5             |
| 1975 1978 | čtyřhra se nekonala | čtyřhra se nekonala                                    | čtyřhra se nekonala                         | čtyřhra se nekonala            |
| 1979      | New York            | Françoise Dürrová Betty Stöveová                       | Sue Barkerová Ann Kijomurová                | 7–6, 7–6                       |
| 1980      | New York            | Billie Jean Kingová Martina Navrátilová                | Rosemary Casalsová Wendy Turnbullová        | 6–3, 4–6, 6–3                  |
| 1981      | New York            | Martina Navrátilová Pam Shriverová                     | Barbara Potterová Sharon Walshová           | 6–0, 7–6(8–6)                  |
| 1982      | New York            | Martina Navrátilová Pam Shriverová                     | Kathy Jordanová Anne Smithová               | 6–4, 6–3                       |
| 1983      | New York            | Martina Navrátilová Pam Shriverová                     | Claudia Kohde-Kilschová Eva Pfaffová        | 7–5, 6–2                       |
| 1984      | New York            | Martina Navrátilová Pam Shriverová                     | Jo Durie Ann Kijomurová                     | 6–3, 6–1                       |
| 1985      | New York            | Martina Navrátilová Pam Shriverová                     | Claudia Kohde-Kilschová Helena Suková       | 6–7(4–7), 6–4, 7–6(7–5)        |
| 1986(1)   | New York            | Hana Mandlíková Wendy Turnbullová                      | Claudia Kohde-Kilschová Helena Suková       | 6–4, 6–7(4–7), 6–3             |
| 1986(2)   | New York            | Martina Navrátilová Pam Shriverová                     | Claudia Kohde-Kilschová Helena Suková       | 1–6, 6–1, 6–1                  |
| 1987      | New York            | Martina Navrátilová Pam Shriverová                     | Claudia Kohde-Kilschová Helena Suková       | 6–1, 6–1                       |
| 1988      | New York            | Martina Navrátilová Pam Shriverová                     | Larisa Savčenková Nataša Zverevová          | 6–3, 6–4                       |
| 1989      | New York            | Martina Navrátilová Pam Shriverová                     | Larisa Savčenková Nataša Zverevová          | 6–3, 6–2                       |
| 1990      | New York            | Kathy Jordanová Elizabeth Smylieová                    | Mercedes Pazová Arantxa Sánchez Vicariová   | 7–6(7–4), 6–4                  |
| 1991      | New York            | Martina Navrátilová Pam Shriverová                     | Gigi Fernándezová Jana Novotná              | 4–6, 7–5, 6–4                  |
| 1992      | New York            | Arantxa Sánchez Vicariová Helena Suková                | Jana Novotná Larisa Neilandová              | 7–6(7–4), 6–1                  |
| 1993      | New York            | Gigi Fernándezová Nataša Zverevová                     | Jana Novotná Larisa Neilandová              | 6–3, 7–5                       |
| 1994      | New York            | Gigi Fernándezová Nataša Zverevová                     | Jana Novotná Arantxa Sánchez Vicariová      | 6–3, 6–7(4–7), 6–3             |
| 1995      | New York            | Jana Novotná Arantxa Sánchez Vicariová                 | Gigi Fernándezová Nataša Zverevová          | 6–2, 6–1                       |
| 1996      | New York            | Lindsay Davenportová Mary Joe Fernandezová             | Jana Novotná Arantxa Sánchez Vicariová      | 6–3, 6–2                       |
| 1997      | New York            | Lindsay Davenportová Jana Novotná                      | Alexandra Fusaiová Nathalie Tauziatová      | 6–7(5–7), 6–3, 6–2             |
| 1998      | New York            | Lindsay Davenportová Nataša Zverevová                  | Alexandra Fusaiová Nathalie Tauziatová      | 6–7(6–8), 7–5, 6–3             |
| 1999      | New York            | Martina Hingisová Anna Kurnikovová                     | Arantxa Sánchez Vicariová Larisa Neilandová | 6–4, 6–4                       |
| 2000      | New York            | Martina Hingisová Anna Kurnikovová                     | Nicole Arendtová Manon Bollegrafová         | 6–2, 6–3                       |
| 2001      | Mnichov             | Lisa Raymondová Rennae Stubbsová                       | Cara Blacková Jelena Lichovcevová           | 7–5, 3–6, 6–3                  |
| 2002      | Los Angeles         | Jelena Dementěvová Janette Husárová                    | Cara Blacková Jelena Lichovcevová           | 4–6, 6–4, 6–3                  |
| 2003      | Los Angeles         | Virginia Ruano Pascualová Paola Suárezová              | Kim Clijstersová Ai Sugijamová              | 6–4, 3–6, 6–3                  |
| 2004      | Los Angeles         | Naděžda Petrovová Meghann Shaughnessyová               | Cara Blacková Rennae Stubbsová              | 7–5, 6–2                       |
| 2005      | Los Angeles         | Lisa Raymondová Samantha Stosurová                     | Cara Blacková Rennae Stubbsová              | 6–7(5–7), 7–5, 6–4             |
| 2006      | Madrid              | Lisa Raymondová Samantha Stosurová                     | Cara Blacková Rennae Stubbsová              | 3–6, 6–3, 6–3                  |
| 2007      | Madrid              | Ai Sugijamová Katarina Srebotniková                    | Cara Blacková Liezel Huberová               | 5–7, 6–3, 10–8                 |
| 2008      | Dauhá               | Cara Blacková Liezel Huberová                          | Květa Peschkeová Rennae Stubbsová           | 6–1, 7–5                       |
| 2009      | Dauhá               | Nuria Llagostera Vivesová María J. Martínez Sánchezová | Cara Blacková Liezel Huberová               | 7–6(7–0), 7–5, 10–7            |
| 2010      | Dauhá               | Gisela Dulková Flavia Pennettaová                      | Květa Peschkeová Katarina Srebotniková      | 7–5, 6–4                       |
| 2011      | Istanbul            | Liezel Huberová Lisa Raymondová                        | Květa Peschkeová Katarina Srebotniková      | 6–4, 6–4                       |
| 2012      | Istanbul            | Maria Kirilenková Naděžda Petrovová                    | Andrea Hlaváčková Lucie Hradecká            | 6–1, 6–4                       |
| 2013      | Istanbul            | Sie Šu-wej Pcheng Šuaj                                 | Jekatěrina Makarovová Jelena Vesninová      | 6–4, 7–5                       |
| 2014      | Singapur            | Cara Blacková Sania Mirzaová                           | Sie Šu-wej Pcheng Šuaj                      | 6–1, 6–0                       |
| 2015      | Singapur            | Martina Hingisová Sania Mirzaová                       | Garbiñe Muguruzaová Carla Suárez Navarrová  | 6–0, 6–3                       |
| 2016      | Singapur            | Jekatěrina Makarovová Jelena Vesninová                 | Bethanie Mattek-Sandsová Lucie Šafářová     | 7–6(7–5), 6–3                  |
| 2017      | Singapur            | Tímea Babosová Andrea Hlaváčková                       | Kiki Bertensová Johanna Larssonová          | 4–6, 6–4, 10–5                 |
| 2018      | Singapur            | Tímea Babosová (2) Kristina Mladenovicová              | Barbora Krejčíková Kateřina Siniaková       | 6–4, 7–5                       |
| 2019      | Šen-čen             | Tímea Babosová (3) Kristina Mladenovicová              | Sie Šu-wej Barbora Strýcová                 | 6–1, 6–3                       |
| 2020      |                     | zrušeno pro pandemii covidu-19                         | zrušeno pro pandemii covidu-19              | zrušeno pro pandemii covidu-19 |
| 2021      | Guadalajara         | Barbora Krejčíková Kateřina Siniaková                  | Sie Šu-wej Elise Mertensová                 | 6–3, 6–4                       |
| 2022      | Fort Worth          | Veronika Kuděrmetovová Elise Mertensová                | Barbora Krejčíková Kateřina Siniaková       | 6–2, 4–6, [11–9]               |
| 2023      | Cancún              | Laura Siegemundová Věra Zvonarevová                    | Nicole Melichar-Martinezová Ellen Perezová  | 6–4, 6–4                       |
| 2024      | Rijád               | Gabriela Dabrowská Erin Routliffeová                   | Kateřina Siniaková Taylor Townsendová       | 7–5, 6–3                       |

## Vítězky podle titulů

### Dvouhra
| Tituly | tenistka              | vítězka                                            | finalistka                             |
| ------ | --------------------- | -------------------------------------------------- | -------------------------------------- |
| 8      | / Martina Navrátilová | 1978, 1979, 1981, 1983, 1984, 1985, 1986, 1986 (8) | 1975, 1980, 1982, 1989, 1991, 1992 (6) |
| 5      | Steffi Grafová        | 1987, 1989, 1993, 1995, 1996 (5)                   | 1986 (1)                               |
| 5      | Serena Williamsová    | 2001, 2009, 2012, 2013, 2014 (5)                   | 2002, 2004 (2)                         |
| 4      | Chris Evertová        | 1972, 1973, 1975, 1977 (4)                         | 1974, 1976, 1983, 1984 (4)             |
| 3      | / Monika Selešová     | 1990, 1991, 1992 (3)                               | 2000 (1)                               |
| 3      | Kim Clijstersová      | 2002, 2003, 2010 (3)                               | 0                                      |
| 2      | Gabriela Sabatiniová  | 1988, 1994 (2)                                     | 1987, 1990 (2)                         |
| 2      | Martina Hingisová     | 1998, 2000 (2)                                     | 1996, 1999 (2)                         |
| 2      | Evonne Goolagongová   | 1974, 1976 (2)                                     | 1978 (1)                               |
| 2      | Justine Heninová      | 2006, 2007 (2)                                     | 0                                      |
| 1      | Lindsay Davenportová  | 1999 (1)                                           | 1994, 1998, 2001 (3)                   |
| 1      | Amélie Mauresmová     | 2005 (1)                                           | 2003, 2006 (2)                         |
| 1      | Tracy Austinová       | 1980 (1)                                           | 1979 (1)                               |
| 1      | Maria Šarapovová      | 2004 (1)                                           | 2007, 2012 (2)                         |
| 1      | Venus Williamsová     | 2008 (1)                                           | 2009, 2017 (2)                         |
| 1      | Billie Jean Kingová   | 1971 (1)                                           |                                        |
| 1      | Sylvia Haniková       | 1982 (1)                                           |                                        |
| 1      | Jana Novotná          | 1997 (1)                                           |                                        |
| 1      | Petra Kvitová         | 2011 (1)                                           | 2015 (1)                               |
| 1      | Agnieszka Radwańská   | 2015 (1)                                           |                                        |
| 1      | Dominika Cibulková    | 2016 (1)                                           |                                        |
| 1      | Caroline Wozniacká    | 2017 (1)                                           | 2010 (1)                               |
| 1      | Elina Svitolinová     | 2018 (1)                                           | 2019 (1)                               |
| 1      | Ashleigh Bartyová     | 2019 (1)                                           |                                        |
| 1      | Garbiñe Muguruzaová   | 2021 (1)                                           |                                        |
| 1      | Caroline Garciaová    | 2022 (1)                                           |                                        |
| 1      | Iga Świąteková        | 2023 (1)                                           |                                        |
| 1      | Coco Gauffová         | 2024 (1)                                           |                                        |
| 0      | Mary Pierceová        |                                                    | 1997, 2005 (2)                         |
| 0      | Helena Suková         |                                                    | 1985 (1)                               |
| 0      | Hana Mandlíková       |                                                    | 1986 (1)                               |
| 0      | Arantxa Sánchezová    |                                                    | 1993 (1)                               |
| 0      | Anke Huberová         |                                                    | 1995 (1)                               |
| 0      | Věra Zvonarevová      |                                                    | 2008 (1)                               |
| 0      | Sue Barkerová         |                                                    | 1977 (1)                               |
| 0      | Pam Shriverová        |                                                    | 1988 (1)                               |
| 0      | Nancy Richeyová       |                                                    | 1973 (1)                               |
| 0      | Kerry Reidová         |                                                    | 1972 (1)                               |
| 0      | Viktoria Azarenková   |                                                    | 2011 (1)                               |
| 0      | Simona Halepová       |                                                    | 2014 (1)                               |
| 0      | Angelique Kerberová   |                                                    | 2016 (1)                               |
| 0      | Sloane Stephensová    |                                                    | 2018 (1)                               |
| 0      | Anett Kontaveitová    |                                                    | 2021 (1)                               |
| 0      | Aryna Sabalenková     |                                                    | 2022 (1)                               |
| 0      | Jessica Pegulaová     |                                                    | 2023 (1)                               |
| 0      | Čeng Čchin-wen        |                                                    | 2024 (1)                               |